# Seznam premiérů Portugalska
Toto je seznam předsedů vlád Portugalska od zřízení této funkce v souvislosti s nastolením konstituční monarchie roku 1834.

## Konstituční monarchie (1834–1910)
| Pořadí | Portrét          | Jméno (narození–úmrtí)                              | Doba vládnutí — Volby | Doba vládnutí — Volby | Politická strana      | Vláda               | Panovník                             |
| ------ | ---------------- | --------------------------------------------------- | --------------------- | --------------------- | --------------------- | ------------------- | ------------------------------------ |
| 1      |                  | Pedro de Sousa Holstein (1781–1850)                 | 24. září 1834         | 4. května 1835        | Cartista/Chamorro     | 1. Dev.             | Marie II. a Ferdinand II.(1834–1853) |
| 1      | 1834             | Pedro de Sousa Holstein (1781–1850)                 |                       |                       | Cartista/Chamorro     | 1. Dev.             | Marie II. a Ferdinand II.(1834–1853) |
| 2      |                  | Vitório Maria de Sousa Coutinho (1790–1857)         | 4. května 1835        | 27. května 1835       | Chamorro              | 1. Dev.             | Marie II. a Ferdinand II.(1834–1853) |
| 2      | ——               | Vitório Maria de Sousa Coutinho (1790–1857)         |                       |                       | Chamorro              | 1. Dev.             | Marie II. a Ferdinand II.(1834–1853) |
| 3      |                  | João Carlos Saldanha de Oliveira e Daun (1790–1876) | 27. května 1835       | 18. listopadu 1835    | nestraník             | 2. Dev.             | Marie II. a Ferdinand II.(1834–1853) |
| 3      | ——               | João Carlos Saldanha de Oliveira e Daun (1790–1876) |                       |                       | nestraník             | 2. Dev.             | Marie II. a Ferdinand II.(1834–1853) |
| 4      |                  | José Jorge Loureiro (1791–1860)                     | 18. listopadu 1835    | 20. dubna 1836        | nestraník             | 3. Dev.             | Marie II. a Ferdinand II.(1834–1853) |
| 4      | ——               | José Jorge Loureiro (1791–1860)                     |                       |                       | nestraník             | 3. Dev.             | Marie II. a Ferdinand II.(1834–1853) |
| 5      |                  | António Severim de Noronha (1792–1860)              | 20. dubna 1836        | 10. září 1836         | Chamorro              | 4. Dev.             | Marie II. a Ferdinand II.(1834–1853) |
| 5      | 1836             | António Severim de Noronha (1792–1860)              |                       |                       | Chamorro              | 4. Dev.             | Marie II. a Ferdinand II.(1834–1853) |
| 6      |                  | José da Gama Carneiro e Sousa (1788–1849)           | 10. září 1836         | 4. listopadu 1836     | Setembristas          | 1. Set.             | Marie II. a Ferdinand II.(1834–1853) |
| 6      | ——               | José da Gama Carneiro e Sousa (1788–1849)           |                       |                       | Setembristas          | 1. Set.             | Marie II. a Ferdinand II.(1834–1853) |
| 7      |                  | Bernardo de Sá Nogueira de Figueiredo (1795–1876)   | 5. listopadu 1836     | 1. června 1837        | Setembristas          | 2. Set.             | Marie II. a Ferdinand II.(1834–1853) |
| 7      | 1836 II          | Bernardo de Sá Nogueira de Figueiredo (1795–1876)   |                       |                       | Setembristas          | 2. Set.             | Marie II. a Ferdinand II.(1834–1853) |
| 8      |                  | António Dias de Oliveira (1804–1863)                | 1. června 1837        | 2. srpna 1837         | Setembristas          | 3. Set.             | Marie II. a Ferdinand II.(1834–1853) |
| 8      | ——               | António Dias de Oliveira (1804–1863)                |                       |                       | Setembristas          | 3. Set.             | Marie II. a Ferdinand II.(1834–1853) |
| 9      |                  | Bernardo de Sá Nogueira de Figueiredo (1795–1876)   | 2. srpna 1837         | 18. dubna 1839        | Setembristas          | 4. Set.             | Marie II. a Ferdinand II.(1834–1853) |
| 9      | 1838             | Bernardo de Sá Nogueira de Figueiredo (1795–1876)   |                       |                       | Setembristas          | 4. Set.             | Marie II. a Ferdinand II.(1834–1853) |
| 10     |                  | Rodrigo Pinto Pizarro (1788–1841)                   | 18. dubna 1839        | 26. listopadu 1839    | Setembristas          | 5. Set.             | Marie II. a Ferdinand II.(1834–1853) |
| 10     | ——               | Rodrigo Pinto Pizarro (1788–1841)                   |                       |                       | Setembristas          | 5. Set.             | Marie II. a Ferdinand II.(1834–1853) |
| 11     |                  | José Travassos Valdez (1787–1862)                   | 26. listopadu 1839    | 9. června 1841        | Setembristas          | 6. Set.             | Marie II. a Ferdinand II.(1834–1853) |
| 11     | 1840             | José Travassos Valdez (1787–1862)                   |                       |                       | Setembristas          | 6. Set.             | Marie II. a Ferdinand II.(1834–1853) |
| 12     |                  | Joaquim António de Aguiar (1792–1884)               | 9. června 1841        | 7. února 1842         | Setembristas          | 7. Set.             | Marie II. a Ferdinand II.(1834–1853) |
| 12     | ——               | Joaquim António de Aguiar (1792–1884)               |                       |                       | Setembristas          | 7. Set.             | Marie II. a Ferdinand II.(1834–1853) |
| 13     |                  | Pedro de Sousa Holstein (1781–1850)                 | 7. února 1842         | 9. února 1842         | nestraník             | "masopustní"        | Marie II. a Ferdinand II.(1834–1853) |
| 13     | ——               | Pedro de Sousa Holstein (1781–1850)                 |                       |                       | nestraník             | "masopustní"        | Marie II. a Ferdinand II.(1834–1853) |
| 14     |                  | António Severim de Noronha (1792–1860)              | 9. února 1842         | 20. května 1846       | Cartistas             | 1. R. Cart.         | Marie II. a Ferdinand II.(1834–1853) |
| 14     | 1842, 1845       | António Severim de Noronha (1792–1860)              |                       |                       | Cartistas             | 1. R. Cart.         | Marie II. a Ferdinand II.(1834–1853) |
| 15     |                  | Pedro de Sousa Holstein (1781–1850)                 | 20. května 1846       | 6. října 1846         | Cartistas             | 2. R. Cart.         | Marie II. a Ferdinand II.(1834–1853) |
| 15     | ——               | Pedro de Sousa Holstein (1781–1850)                 |                       |                       | Cartistas             | 2. R. Cart.         | Marie II. a Ferdinand II.(1834–1853) |
| 16     |                  | João Carlos Saldanha de Oliveira e Daun (1790–1876) | 6. října 1846         | 18. června 1849       | Cartistas             | 3. R. Cart.         | Marie II. a Ferdinand II.(1834–1853) |
| 16     | 1847             | João Carlos Saldanha de Oliveira e Daun (1790–1876) |                       |                       | Cartistas             | 3. R. Cart.         | Marie II. a Ferdinand II.(1834–1853) |
| 17     |                  | António Bernardo da Costa Cabral (1803–1889)        | 18. června 1849       | 26. dubna 1851        | Cartistas             | 4. R. Cart.         | Marie II. a Ferdinand II.(1834–1853) |
| 17     | ——               | António Bernardo da Costa Cabral (1803–1889)        |                       |                       | Cartistas             | 4. R. Cart.         | Marie II. a Ferdinand II.(1834–1853) |
| 18     |                  | António Severim de Noronha (1792–1860)              | 26. dubna 1851        | 1. května 1851        | Regenerador           | 5. R. Cart.         | Marie II. a Ferdinand II.(1834–1853) |
| 18     | ——               | António Severim de Noronha (1792–1860)              |                       |                       | Regenerador           | 5. R. Cart.         | Marie II. a Ferdinand II.(1834–1853) |
| 19     |                  | João Carlos Saldanha de Oliveira e Daun (1790–1876) | 1. května 1851        | 6. června 1856        | Regenerador           | 1. Reg.             | Marie II. a Ferdinand II.(1834–1853) |
| 19     | 1851, 1852       | 1851, 1852                                          | Petr V. (1853–1861)   |                       | Regenerador           | 1. Reg.             |                                      |
| 20     |                  | Nuno José de Moura Barreto (1804–1875)              | Petr V. (1853–1861)   | 6. června 1856        | 16. března 1859       | Historická strana   | 2. Reg.                              |
| 20     | 1856, 1858       | Nuno José de Moura Barreto (1804–1875)              | Petr V. (1853–1861)   |                       |                       | Historická strana   | 2. Reg.                              |
| 21     |                  | António Severim de Noronha (1792–1860)              | Petr V. (1853–1861)   | 16. března 1859       | 1. května 1860 (died) | Regenerador         | 3. Reg.                              |
| 21     | 1860             | António Severim de Noronha (1792–1860)              | Petr V. (1853–1861)   |                       |                       | Regenerador         | 3. Reg.                              |
| 22     |                  | Joaquim António de Aguiar (1792–1884)               | Petr V. (1853–1861)   | 1. května 1860        | 4. července 1860      | Regenerador         | 3. Reg                               |
| 22     | ——               | Joaquim António de Aguiar (1792–1884)               | Petr V. (1853–1861)   |                       |                       | Regenerador         | 3. Reg                               |
| 23     |                  | Nuno José de Moura Barreto (1804–1875)              | Petr V. (1853–1861)   | 4. července 1860      | 17. dubna 1865        | Historická strana   | 4. Reg.                              |
| 23     | 1861, 1864       | 1861, 1864                                          | Ludvík I. (1861–1889) |                       |                       | Historická strana   | 4. Reg.                              |
| 24     |                  | Bernardo de Sá Nogueira de Figueiredo (1795–1876)   | Ludvík I. (1861–1889) | 17. dubna 1865        | 4. září 1865          | Reformní strana     | 5. Reg.                              |
| 24     | ——               | Bernardo de Sá Nogueira de Figueiredo (1795–1876)   | Ludvík I. (1861–1889) |                       |                       | Reformní strana     | 5. Reg.                              |
| 25     |                  | Joaquim António de Aguiar (1792–1884)               | Ludvík I. (1861–1889) | 4. září 1865          | 4. ledna 1868         | Regenerador         | 6. Reg.                              |
| 25     | 1865, 1867       | Joaquim António de Aguiar (1792–1884)               | Ludvík I. (1861–1889) |                       |                       | Regenerador         | 6. Reg.                              |
| 26     |                  | António José de Ávila (1807–1881)                   | Ludvík I. (1861–1889) | 4. ledna 1868         | 22. července 1868     | nestraník           | 7. Reg.                              |
| 26     | ——               | António José de Ávila (1807–1881)                   | Ludvík I. (1861–1889) |                       |                       | nestraník           | 7. Reg.                              |
| 27     |                  | Bernardo de Sá Nogueira de Figueiredo (1795–1876)   | Ludvík I. (1861–1889) | 22. července 1868     | 11. srpna 1869        | Reformní strana     | 8. Reg.                              |
| 27     | 1868, 1869       | Bernardo de Sá Nogueira de Figueiredo (1795–1876)   | Ludvík I. (1861–1889) |                       |                       | Reformní strana     | 8. Reg.                              |
| 28     |                  | Nuno José de Moura Barreto (1804–1875)              | Ludvík I. (1861–1889) | 11 August 1869        | 19 May 1870           | Historická strana   | 9. Reg.                              |
| 28     | 1870 I           | Nuno José de Moura Barreto (1804–1875)              | Ludvík I. (1861–1889) |                       |                       | Historická strana   | 9. Reg.                              |
| 29     |                  | João Carlos Saldanha de Oliveira e Daun (1790–1876) | Ludvík I. (1861–1889) | 19. května 1870       | 29. srpna 1870        | Regenerador         | 10. Reg.                             |
| 29     | ——               | João Carlos Saldanha de Oliveira e Daun (1790–1876) | Ludvík I. (1861–1889) |                       |                       | Regenerador         | 10. Reg.                             |
| 30     |                  | Bernardo de Sá Nogueira de Figueiredo (1795–1876)   | Ludvík I. (1861–1889) | 29. srpna 1870        | 29. října 1870        | Reformní strana     | 11. Reg.                             |
| 30     | 1870 II          | Bernardo de Sá Nogueira de Figueiredo (1795–1876)   | Ludvík I. (1861–1889) |                       |                       | Reformní strana     | 11. Reg.                             |
| 31     |                  | António José de Ávila (1807–1881)                   | Ludvík I. (1861–1889) | 29 October 1870       | 13 September 1871     | Reformní strana     | 12. Reg.                             |
| 31     | 1871             | António José de Ávila (1807–1881)                   | Ludvík I. (1861–1889) |                       |                       | Reformní strana     | 12. Reg.                             |
| 32     |                  | Fontes Pereira de Melo (1819–1887)                  | Ludvík I. (1861–1889) | 13. září 1871         | 6. března 1877        | Regenerador         | 13. Reg.                             |
| 32     | 1874             | Fontes Pereira de Melo (1819–1887)                  | Ludvík I. (1861–1889) |                       |                       | Regenerador         | 13. Reg.                             |
| 33     |                  | António José de Ávila (1807–1881)                   | Ludvík I. (1861–1889) | 6. března 1877        | 26. ledna 1878        | Reformní strana     | 14. Reg.                             |
| 33     | ——               | António José de Ávila (1807–1881)                   | Ludvík I. (1861–1889) |                       |                       | Reformní strana     | 14. Reg.                             |
| 34     |                  | Fontes Pereira de Melo (1819–1887)                  | Ludvík I. (1861–1889) | 26. ledna 1878        | 29. května 1879       | Regenerador         | 15. Reg.                             |
| 34     | 1878             | Fontes Pereira de Melo (1819–1887)                  | Ludvík I. (1861–1889) |                       |                       | Regenerador         | 15. Reg.                             |
| 35     |                  | Anselmo José Braamcamp (1817–1885)                  | Ludvík I. (1861–1889) | 29. května 1879       | 23. března 1881       | Pokroková strana    | 16. Reg.                             |
| 35     | 1879             | Anselmo José Braamcamp (1817–1885)                  | Ludvík I. (1861–1889) |                       |                       | Pokroková strana    | 16. Reg.                             |
| 36     |                  | António Rodrigues Sampaio (1806–1882)               | Ludvík I. (1861–1889) | 23. března 1881       | 14. listopadu 1881    | Regenerador         | 17. Reg.                             |
| 36     | 1881             | António Rodrigues Sampaio (1806–1882)               | Ludvík I. (1861–1889) |                       |                       | Regenerador         | 17. Reg.                             |
| 37     |                  | Fontes Pereira de Melo (1819–1887)                  | Ludvík I. (1861–1889) | 14. listopadu 1881    | 16. února 1886        | Regenerador         | 17. Reg                              |
| 37     | 1884             | Fontes Pereira de Melo (1819–1887)                  | Ludvík I. (1861–1889) |                       |                       | Regenerador         | 17. Reg                              |
| 38     |                  | José Luciano de Castro (1834–1914)                  | Ludvík I. (1861–1889) | 16. února 1886        | 14. ledna 1890        | Pokroková strana    | 18. Reg.                             |
| 38     | 1887, 1889       | 1887, 1889                                          | Karel I. (1889–1908)  |                       |                       | Pokroková strana    | 18. Reg.                             |
| 39     |                  | António de Serpa Pimentel (1825–1900)               | Karel I. (1889–1908)  | 14. ledna 1890        | 11. října 1890        | Regenerador         | 19. Reg.                             |
| 39     | 1890             | António de Serpa Pimentel (1825–1900)               | Karel I. (1889–1908)  |                       |                       | Regenerador         | 19. Reg.                             |
| 40     |                  | João Crisóstomo (1811–1895)                         | Karel I. (1889–1908)  | 11. října 1890        | 18. ledna 1892        | nestraník           | 20. Reg.                             |
| 40     | ——               | João Crisóstomo (1811–1895)                         | Karel I. (1889–1908)  |                       |                       | nestraník           | 20. Reg.                             |
| 41     |                  | José Dias Ferreira (1837–1909)                      | Karel I. (1889–1908)  | 18. ledna 1892        | 22. února 1893        | nestraník           | 21. Reg.                             |
| 41     | 1892             | José Dias Ferreira (1837–1909)                      | Karel I. (1889–1908)  |                       |                       | nestraník           | 21. Reg.                             |
| 42     |                  | Ernesto Hintze Ribeiro (1849–1907)                  | Karel I. (1889–1908)  | 22. února 1893        | 5. února 1897         | Regenerador         | 22. Reg.                             |
| 42     | 1894, 1895       | Ernesto Hintze Ribeiro (1849–1907)                  | Karel I. (1889–1908)  |                       |                       | Regenerador         | 22. Reg.                             |
| 43     |                  | José Luciano de Castro (1834–1914)                  | Karel I. (1889–1908)  | 5. února 1897         | 26. července 1900     | Pokroková strana    | 23. Reg.                             |
| 43     | 1897, 1899       | José Luciano de Castro (1834–1914)                  | Karel I. (1889–1908)  |                       |                       | Pokroková strana    | 23. Reg.                             |
| 44     |                  | Ernesto Hintze Ribeiro (1849–1907)                  | Karel I. (1889–1908)  | 26. července 1900     | 20. října 1904        | Regenerador         | 24. Reg.                             |
| 44     | 1900, 1901, 1904 | Ernesto Hintze Ribeiro (1849–1907)                  | Karel I. (1889–1908)  |                       |                       | Regenerador         | 24. Reg.                             |
| 45     |                  | José Luciano de Castro (1834–1914)                  | Karel I. (1889–1908)  | 20. října 1904        | 19. března 1906       | Pokroková strana    | 25. Reg.                             |
| 45     | 1905             | José Luciano de Castro (1834–1914)                  | Karel I. (1889–1908)  |                       |                       | Pokroková strana    | 25. Reg.                             |
| 46     |                  | Ernesto Hintze Ribeiro (1849–1907)                  | Karel I. (1889–1908)  | 19. března 1906       | 19. května 1906       | Regenerador         | 26. Reg.                             |
| 46     | 1906 I           | Ernesto Hintze Ribeiro (1849–1907)                  | Karel I. (1889–1908)  |                       |                       | Regenerador         | 26. Reg.                             |
| 47     |                  | João Franco (1855–1929)                             | Karel I. (1889–1908)  | 19. května 1906       | 4. února 1908         | Regenerador Liberal | 27. Reg.                             |
| 47     | 1906 II          | João Franco (1855–1929)                             | Karel I. (1889–1908)  |                       |                       | Regenerador Liberal | 27. Reg.                             |
| 48     |                  | Francisco Joaquim Ferreira do Amaral (1844–1923)    | 4. února 1908         | 26. prosince 1908     | nestraník             | 28. Reg.            | Manuel II. (1908–1910)               |
| 48     | 1908             | Francisco Joaquim Ferreira do Amaral (1844–1923)    |                       |                       | nestraník             | 28. Reg.            | Manuel II. (1908–1910)               |
| 49     |                  | Artur Alberto de Campos Henriques (1853–1922)       | 26. prosince 1908     | 11. dubna 1909        | nestraník             | 29. Reg.            | Manuel II. (1908–1910)               |
| 49     | ——               | Artur Alberto de Campos Henriques (1853–1922)       |                       |                       | nestraník             | 29. Reg.            | Manuel II. (1908–1910)               |
| 50     |                  | Sebastião Custódio de Sousa Teles (1847–1921)       | 11. dubna 1909        | 14. května 1909       | nestraník             | 30. Reg.            | Manuel II. (1908–1910)               |
| 50     | ——               | Sebastião Custódio de Sousa Teles (1847–1921)       |                       |                       | nestraník             | 30. Reg.            | Manuel II. (1908–1910)               |
| 51     |                  | Venceslau de Sousa Pereira de Lima (1858–1919)      | 14. května 1909       | 22. prosince 1909     | nestraník             | 31. Reg.            | Manuel II. (1908–1910)               |
| 51     | ——               | Venceslau de Sousa Pereira de Lima (1858–1919)      |                       |                       | nestraník             | 31. Reg.            | Manuel II. (1908–1910)               |
| 52     |                  | Francisco da Veiga Beirão (1841–1916)               | 22. prosince 1909     | 26. června 1910       | Regenerador           | 32. Reg.            | Manuel II. (1908–1910)               |
| 52     | ——               | Francisco da Veiga Beirão (1841–1916)               |                       |                       | Regenerador           | 32. Reg.            | Manuel II. (1908–1910)               |
| 53     |                  | António Teixeira de Sousa (1857–1917)               | 26. června 1910       | 5. října 1910         | Regenerador           | 33. Reg.            | Manuel II. (1908–1910)               |
| 53     | 1910             | António Teixeira de Sousa (1857–1917)               |                       |                       | Regenerador           | 33. Reg.            | Manuel II. (1908–1910)               |

## První republika (1910–1926)
| Pořadí | Portrét | Jméno (narození–úmrtí)                     | Doba vládnutí — Volby | Doba vládnutí — Volby | Politická strana                           | Vláda         | Prezident                           |
| ------ | ------- | ------------------------------------------ | --------------------- | --------------------- | ------------------------------------------ | ------------- | ----------------------------------- |
| 54     |         | Teófilo Braga (1843–1924)                  | 5. října 1910         | 4. září 1911          | Republikánská strana                       | 1.            | Teófilo Braga (1910–1911)           |
| 54     | 1911    | Teófilo Braga (1843–1924)                  |                       |                       | Republikánská strana                       | 1.            | Teófilo Braga (1910–1911)           |
| 55     |         | João Chagas (1863–1925)                    | 4. září 1911          | 13. listopadu 1911    | Republikánská strana                       | 2.            | Manuel de Arriaga (1911–1915)       |
| 55     | ——      | João Chagas (1863–1925)                    |                       |                       | Republikánská strana                       | 2.            | Manuel de Arriaga (1911–1915)       |
| 56     |         | Augusto de Vasconcelos (1867–1951)         | 13. listopadu 1911    | 16. června 1912       | Republikánská strana                       | 3.            | Manuel de Arriaga (1911–1915)       |
| 56     | ——      | Augusto de Vasconcelos (1867–1951)         |                       |                       | Republikánská strana                       | 3.            | Manuel de Arriaga (1911–1915)       |
| 57     |         | Duarte Leite (1864–1950)                   | 16. června 1912       | 23. září 1912         | Republikánská strana                       | 4.            | Manuel de Arriaga (1911–1915)       |
| 57     | ——      | Duarte Leite (1864–1950)                   |                       |                       | Republikánská strana                       | 4.            | Manuel de Arriaga (1911–1915)       |
| 58     |         | Afonso Costa (1871–1937)                   | 9. ledna 1913         | 9. února 1914         | Demokartická strana                        | 5.            | Manuel de Arriaga (1911–1915)       |
| 58     | ——      | Afonso Costa (1871–1937)                   |                       |                       | Demokartická strana                        | 5.            | Manuel de Arriaga (1911–1915)       |
| 59     |         | Bernardino Machado (1851–1944)             | 9. února 1914         | 12. prosince 1914     | Demokratická strana                        | 6., 7.        | Manuel de Arriaga (1911–1915)       |
| 59     | ——      | Bernardino Machado (1851–1944)             |                       |                       | Demokratická strana                        | 6., 7.        | Manuel de Arriaga (1911–1915)       |
| 60     |         | Vítor Hugo de Azevedo Coutinho (1871–1955) | 12. prosince 1914     | 28. ledna 1915        | Demokratická strana                        | 8.            | Manuel de Arriaga (1911–1915)       |
| 60     | ——      | Vítor Hugo de Azevedo Coutinho (1871–1955) |                       |                       | Demokratická strana                        | 8.            | Manuel de Arriaga (1911–1915)       |
| 61     |         | Joaquim Pimenta de Castro (1846–1918)      | 28. ledna 1915        | 14. května 1915       | nestraník                                  | 9.            | Manuel de Arriaga (1911–1915)       |
| 61     | ——      | Joaquim Pimenta de Castro (1846–1918)      |                       |                       | nestraník                                  | 9.            | Manuel de Arriaga (1911–1915)       |
| 62     |         | José de Castro (1868–1929)                 | 17. května 1915       | 29. listopadu 1915    | Demokratická strana                        | 10., 11.      | Teófilo Braga (1915)                |
| 62     | 1915    | José de Castro (1868–1929)                 |                       |                       | Demokratická strana                        | 10., 11.      | Teófilo Braga (1915)                |
| 63     |         | Afonso Costa (1871–1937)                   | 29. listopadu 1915    | 16. března 1916       | Demokratická strana                        | 12.           | Bernardino Machado (1915–1917)      |
| 63     | ——      | Afonso Costa (1871–1937)                   |                       |                       | Demokratická strana                        | 12.           | Bernardino Machado (1915–1917)      |
| 64     |         | António José de Almeida (1866–1929)        | 16. března 1916       | 25. dubna 1917        | Svatá unie                                 | 13.           | Bernardino Machado (1915–1917)      |
| 64     | ——      | António José de Almeida (1866–1929)        |                       |                       | Svatá unie                                 | 13.           | Bernardino Machado (1915–1917)      |
| 65     |         | Afonso Costa (1871–1937)                   | 25. dubna 1917        | 7. října 1917         | Demokratická strana                        | 14.           | Bernardino Machado (1915–1917)      |
| 65     | ——      | Afonso Costa (1871–1937)                   |                       |                       | Demokratická strana                        | 14.           | Bernardino Machado (1915–1917)      |
| 66     |         | Sidónio Pais (1872–1918)                   | 8. prosince 1917      | 14. prosince 1918     | Národní republikánská strana               | 15., 16.      | Sidónio Pais (1918)                 |
| 66     | 1918    | Sidónio Pais (1872–1918)                   |                       |                       | Národní republikánská strana               | 15., 16.      | Sidónio Pais (1918)                 |
| 67     |         | João do Canto e Castro (1862–1934)         | 14. prosince 1918     | 23. prosince 1918     | Národní republikánská strana               | 15., 16.      | João do Canto e Castro (1918–1919)  |
| 67     | ——      | João do Canto e Castro (1862–1934)         |                       |                       | Národní republikánská strana               | 15., 16.      | João do Canto e Castro (1918–1919)  |
| 68     |         | João Tamagnini Barbosa (1883–1948)         | 23. prosince 1918     | 27. ledna 1919        | Národní republikánská strana               | 17., 18.      | João do Canto e Castro (1918–1919)  |
| 68     | ——      | João Tamagnini Barbosa (1883–1948)         |                       |                       | Národní republikánská strana               | 17., 18.      | João do Canto e Castro (1918–1919)  |
| 69     |         | José Relvas (1858–1929)                    | 27. ledna 1919        | 30. března 1919       | nestraník                                  | 19.           | João do Canto e Castro (1918–1919)  |
| 69     | ——      | José Relvas (1858–1929)                    |                       |                       | nestraník                                  | 19.           | João do Canto e Castro (1918–1919)  |
| 70     |         | Domingos Leite Pereira (1882–1956)         | 30. března 1919       | 30. června 1919       | nestraník                                  | 20.           | João do Canto e Castro (1918–1919)  |
| 70     | ——      | Domingos Leite Pereira (1882–1956)         |                       |                       | nestraník                                  | 20.           | João do Canto e Castro (1918–1919)  |
| 71     |         | Alfredo de Sá Cardoso (1864–1950)          | 30. června 1919       | 15. ledna 1920        | Demokratická strana                        | 21., 22.      | João do Canto e Castro (1918–1919)  |
| 71     | 1919    | Alfredo de Sá Cardoso (1864–1950)          |                       |                       | Demokratická strana                        | 21., 22.      | João do Canto e Castro (1918–1919)  |
| 72     |         | Domingos Leite Pereira (1882–1956)         | 21. ledna 1920        | 8. března 1920        | nestraník                                  | 23.           | António José de Almeida (1919–1923) |
| 72     | ——      | Domingos Leite Pereira (1882–1956)         |                       |                       | nestraník                                  | 23.           | António José de Almeida (1919–1923) |
| 73     |         | António Maria Baptista (1866–1920)         | 8. března 1920        | 6. června 1920        | Demokratická strana                        | 24.           | António José de Almeida (1919–1923) |
| 73     | ——      | António Maria Baptista (1866–1920)         |                       |                       | Demokratická strana                        | 24.           | António José de Almeida (1919–1923) |
| 74     |         | José Ramos Preto (1871–1949)               | 6. června 1920        | 26. června 1920       | Demokratická strana                        | 24.           | António José de Almeida (1919–1923) |
| 74     | ——      | José Ramos Preto (1871–1949)               |                       |                       | Demokratická strana                        | 24.           | António José de Almeida (1919–1923) |
| 75     |         | António Maria da Silva (1872–1950)         | 26. června 1920       | 19. července 1920     | Demokratická strana                        | 25.           | António José de Almeida (1919–1923) |
| 75     | ——      | António Maria da Silva (1872–1950)         |                       |                       | Demokratická strana                        | 25.           | António José de Almeida (1919–1923) |
| 76     |         | António Granjo (1881–1921)                 | 19. července 1920     | 20. listopadu 1920    | Republikánská liberální strana             | 26.           | António José de Almeida (1919–1923) |
| 76     | ——      | António Granjo (1881–1921)                 |                       |                       | Republikánská liberální strana             | 26.           | António José de Almeida (1919–1923) |
| 77     |         | Álvaro de Castro (1878–1928)               | 20. listopadu 1920    | 30. listopadu 1920    | Demokratická strana                        | 27.           | António José de Almeida (1919–1923) |
| 77     | ——      | Álvaro de Castro (1878–1928)               |                       |                       | Demokratická strana                        | 27.           | António José de Almeida (1919–1923) |
| 78     |         | Liberato Pinto (1880–1949)                 | 30. listopadu 1920    | 2. března 1921        | Demokratická strana                        | 28.           | António José de Almeida (1919–1923) |
| 78     | ——      | Liberato Pinto (1880–1949)                 |                       |                       | Demokratická strana                        | 28.           | António José de Almeida (1919–1923) |
| 79     |         | Bernardino Machado (1851–1944)             | 2. března 1921        | 23. května 1921       | Demokratická strana                        | 29.           | António José de Almeida (1919–1923) |
| 79     | ——      | Bernardino Machado (1851–1944)             |                       |                       | Demokratická strana                        | 29.           | António José de Almeida (1919–1923) |
| 80     |         | Tomé de Barros Queirós (1872–1925)         | 23. května 1921       | 30. srpna 1921        | Republikánská liberální strana             | 30.           | António José de Almeida (1919–1923) |
| 80     | ——      | Tomé de Barros Queirós (1872–1925)         |                       |                       | Republikánská liberální strana             | 30.           | António José de Almeida (1919–1923) |
| 81     |         | António Granjo (1881–1921)                 | 30. srpna 1921        | 19. října 1921        | Republikánská liberální strana             | 31.           | António José de Almeida (1919–1923) |
| 81     | 1921    | António Granjo (1881–1921)                 |                       |                       | Republikánská liberální strana             | 31.           | António José de Almeida (1919–1923) |
| 82     |         | Manuel Maria Coelho (1857–1943)            | 19. října 1921        | 5. listopadu 1921     | nestraník                                  | 32.           | António José de Almeida (1919–1923) |
| 82     | ——      | Manuel Maria Coelho (1857–1943)            |                       |                       | nestraník                                  | 32.           | António José de Almeida (1919–1923) |
| 83     |         | Carlos Maia Pinto (1866–1932)              | 5. listopadu 1921     | 16. prosince 1921     | nestraník                                  | 33.           | António José de Almeida (1919–1923) |
| 83     | ——      | Carlos Maia Pinto (1866–1932)              |                       |                       | nestraník                                  | 33.           | António José de Almeida (1919–1923) |
| 84     |         | Francisco Cunha Leal (1888–1970)           | 16. prosince 1921     | 7. února 1922         | Demokratická strana                        | 34.           | António José de Almeida (1919–1923) |
| 84     | ——      | Francisco Cunha Leal (1888–1970)           |                       |                       | Demokratická strana                        | 34.           | António José de Almeida (1919–1923) |
| 85     |         | António Maria da Silva (1872–1950)         | 7. února 1922         | 15. listopadu 1923    | Demokratická strana                        | 35., 36., 37. | António José de Almeida (1919–1923) |
| 85     | 1922    | António Maria da Silva (1872–1950)         |                       |                       | Demokratická strana                        | 35., 36., 37. | António José de Almeida (1919–1923) |
| 86     |         | António Ginestal Machado (1874–1940)       | 15. listopadu 1923    | 18. prosince 1923     | Republikánská nacionalistická strana       | 38.           | Manuel Teixeira Gomes (1923–1925)   |
| 86     | ——      | António Ginestal Machado (1874–1940)       |                       |                       | Republikánská nacionalistická strana       | 38.           | Manuel Teixeira Gomes (1923–1925)   |
| 87     |         | Álvaro de Castro (1878–1928)               | 18. prosince 1923     | 7. července 1924      | Republikánská nacionalistická strana       | 39.           | Manuel Teixeira Gomes (1923–1925)   |
| 87     | ——      | Álvaro de Castro (1878–1928)               |                       |                       | Republikánská nacionalistická strana       | 39.           | Manuel Teixeira Gomes (1923–1925)   |
| 88     |         | Alfredo Rodrigues Gaspar (1865–1938)       | 7. července 1924      | 22. listopadu 1924    | Demokratická strana                        | 40.           | Manuel Teixeira Gomes (1923–1925)   |
| 88     | ——      | Alfredo Rodrigues Gaspar (1865–1938)       |                       |                       | Demokratická strana                        | 40.           | Manuel Teixeira Gomes (1923–1925)   |
| 89     |         | José Domingues dos Santos (1885–1958)      | 22. listopadu 1924    | 15. února 1925        | Republikánská levicová demokratická strana | 41.           | Manuel Teixeira Gomes (1923–1925)   |
| 89     | ——      | José Domingues dos Santos (1885–1958)      |                       |                       | Republikánská levicová demokratická strana | 41.           | Manuel Teixeira Gomes (1923–1925)   |
| 90     |         | Vitorino Guimarães (1876–1957)             | 15. února 1925        | 1. července 1925      | Demokratická strana                        | 42.           | Manuel Teixeira Gomes (1923–1925)   |
| 90     | ——      | Vitorino Guimarães (1876–1957)             |                       |                       | Demokratická strana                        | 42.           | Manuel Teixeira Gomes (1923–1925)   |
| 91     |         | António Maria da Silva (1872–1950)         | 1. července 1925      | 1. srpna 1925         | Demokratická strana                        | 43.           | Manuel Teixeira Gomes (1923–1925)   |
| 91     | ——      | António Maria da Silva (1872–1950)         |                       |                       | Demokratická strana                        | 43.           | Manuel Teixeira Gomes (1923–1925)   |
| 92     |         | Domingos Leite Pereira (1882–1956)         | 1. srpna 1925         | 18. prosince 1925     | Demokratická strana                        | 44.           | Manuel Teixeira Gomes (1923–1925)   |
| 92     | ——      | Domingos Leite Pereira (1882–1956)         |                       |                       | Demokratická strana                        | 44.           | Manuel Teixeira Gomes (1923–1925)   |
| 93     |         | António Maria da Silva (1872–1950)         | 18. prosince 1925     | 30. května 1926       | Demokartická strana                        | 45.           | Bernardino Machado (1925–1926)      |
| 93     | 1925    | António Maria da Silva (1872–1950)         |                       |                       | Demokartická strana                        | 45.           | Bernardino Machado (1925–1926)      |

## Druhá republika (1926–1974)
| 94                      |                                                      | José Mendes Cabeçadas (1883–1965)                    | 30. května 1926                      | 19. června 1926  | -            | 1. dik.                  | José Mendes Cabeçadas (1926)      |
| 94                      | ——                                                   | José Mendes Cabeçadas (1883–1965)                    |                                      |                  | -            | 1. dik.                  | José Mendes Cabeçadas (1926)      |
| 95                      |                                                      | Manuel Gomes da Costa (1863–1929)                    | 19. června 1926                      | 9. července 1926 | -            | 2. dik.                  | Manuel Gomes da Costa (1926)      |
| 95                      | ——                                                   | Manuel Gomes da Costa (1863–1929)                    |                                      |                  | -            | 2. dik.                  | Manuel Gomes da Costa (1926)      |
| 96                      |                                                      | António Óscar Carmona (1869–1951)                    | 9. července 1926                     | 18. dubna 1928   | -            | 3.dik.                   | António Óscar Carmona (1926–1951) |
| 96                      | ——                                                   | António Óscar Carmona (1869–1951)                    |                                      |                  | -            | 3.dik.                   | António Óscar Carmona (1926–1951) |
| 97                      |                                                      | José Vicente de Freitas (1869–1952)                  | 18. dubna 1928                       | 8. července 1929 | -            | 4. dik. 5. dik.          | António Óscar Carmona (1926–1951) |
| 97                      | ——                                                   | José Vicente de Freitas (1869–1952)                  |                                      |                  | -            | 4. dik. 5. dik.          | António Óscar Carmona (1926–1951) |
| 98                      |                                                      | Artur Ivens Ferraz (1870–1933)                       | 8. července 1929                     | 21. ledna 1930   | -            | 6. dik.                  | António Óscar Carmona (1926–1951) |
| 98                      | ——                                                   | Artur Ivens Ferraz (1870–1933)                       |                                      |                  | -            | 6. dik.                  | António Óscar Carmona (1926–1951) |
| 99                      |                                                      | Domingos da Costa e Oliveira (1873–1957)             | 21. ledna 1930                       | 5. července 1932 | Národní unie | 7. dik.                  | António Óscar Carmona (1926–1951) |
| 99                      | ——                                                   | Domingos da Costa e Oliveira (1873–1957)             |                                      |                  | Národní unie | 7. dik.                  | António Óscar Carmona (1926–1951) |
| Estado Novo (1932–1974) |                                                      |                                                      |                                      |                  |              |                          | António Óscar Carmona (1926–1951) |
| 100                     |                                                      | António de Oliveira Salazar (1889–1970)              | 5. července 1932                     | 25. září 1968    | Národní unie | 8. dik. 9. dik. 10. dik. | António Óscar Carmona (1926–1951) |
| 100                     | 1934, 1938, 1942, 1945, 1949, 1953, 1957, 1961, 1965 | 1934, 1938, 1942, 1945, 1949, 1953, 1957, 1961, 1965 | Francisco Craveiro Lopes (1951–1958) |                  | Národní unie | 8. dik. 9. dik. 10. dik. |                                   |
| 101                     |                                                      | Marcello Caetano (1906–1980)                         | 25. září 1968                        | 25. dubna 1974   | Národní unie | 11. dik.                 | Américo Tomás (1958–1974)         |
| 101                     | 1969, 1973                                           | Marcello Caetano (1906–1980)                         |                                      |                  | Národní unie | 11. dik.                 | Américo Tomás (1958–1974)         |

## Třetí republika (od 1974)
| Pořadí | Portrét | Jméno (narození–úmrtí)                        | Nástup do funkce   | Odchod z funkce    | Volby          | Politická strana     | Vláda                               |
| ------ | ------- | --------------------------------------------- | ------------------ | ------------------ | -------------- | -------------------- | ----------------------------------- |
| 102    |         | Adelino da Palma Carlos (1905–1992)           | 16. května 1974    | 18. července 1974  | -              | nestraník            | 1. prov.                            |
| 103    |         | Vasco Gonçalves (1921–2005)                   | 18. července 1974  | 19. září 1975      | 1975           | nestraník            | 2. prov. 3. prov. 4. prov. 5. prov. |
| 104    |         | José Baptista Pinheiro de Azevedo (1917–1983) | 19. září 1975      | 23. června 1976    | -              | nestraník            | 6. prov.                            |
| 105    |         | Mário Soares (1924–2017)                      | 23. července 1976  | 28. srpna 1978     | 1976           | Socialistická strana | 1. 2.                               |
| 106    |         | Alfredo Nobre da Costa (1923–1996)            | 28. srpna 1978     | 22. listopadu 1978 | -              | nestraník            | 3.                                  |
| 107    |         | Carlos Mota Pinto (1936–1985)                 | 22. listopadu 1978 | 1. srpna 1979      | -              | nestraník            | 4.                                  |
| 108    |         | Maria de Lourdes Pintasilgová (1930–2004)     | 1. srpna 1979      | 3. ledna 1980      | -              | nestraník            | 5.                                  |
| 109    |         | Francisco Sá Carneiro (1934–1980)             | 3. ledna 1980      | 4. prosince 1980   | 1979 1980      | Sociální demokracie  | 6.                                  |
| 110    |         | Francisco Pinto Balsemão (* 1937)             | 9. ledna 1981      | 9. června 1983     | -              | Sociální demokracie  | 7. 8.                               |
| 111    |         | Mário Soares (1924–2017)                      | 9. června 1983     | 6. listopadu 1985  | 1983           | Socialistická strana | 9.                                  |
| 112    |         | Aníbal Cavaco Silva (* 1939)                  | 6. listopadu 1985  | 28. října 1995     | 1985 1987 1991 | Sociální demokracie  | 10. 11. 12.                         |
| 113    |         | António Guterres (* 1949)                     | 28. října 1995     | 6. dubna 2002      | 1995 1999      | Socialistická strana | 13. 14.                             |
| 114    |         | José Manuel Barroso (* 1956)                  | 6. dubna 2002      | 17. července 2004  | 2002           | Sociální demokracie  | 15.                                 |
| 115    |         | Pedro Santana Lopes (* 1956)                  | 17. července 2004  | 12. března 2005    | -              | Sociální demokracie  | 16.                                 |
| 116    |         | José Sócrates (* 1957)                        | 12. března 2005    | 21. června 2011    | 2005 2009      | Socialistická strana | 17. 18.                             |
| 117    |         | Pedro Passos Coelho (* 1964)                  | 21. června 2011    | 20. listopadu 2015 | 2011 2015      | Sociální demokracie  | 19. 20.                             |
| 118    |         | António Costa (* 1961)                        | 20. listopadu 2015 | 2. dubna 2024      | 2019 2022      | Socialistická strana | 21. 22. 23.                         |
| 119    |         | Luís Montenegro (* 1973)                      | 2. dubna 2024      | úřadující          | 2024           | Sociální demokracie  | 24.                                 |